# Andreas Stähle
Andreas Stähle (* 14. února 1965) je bývalý východoněmecký kanoista. Soutěžil na Letních olympijských hrách roku 1988, kde získal stříbrnou medaili v K-1 na 500 metrů a bronzovou v K-4 na 1000 metrů. Je také držitelem tří zlatých, tří stříbrných a jedné bronzové medaile z mistrovství světa.